# Balat (Ägypten)

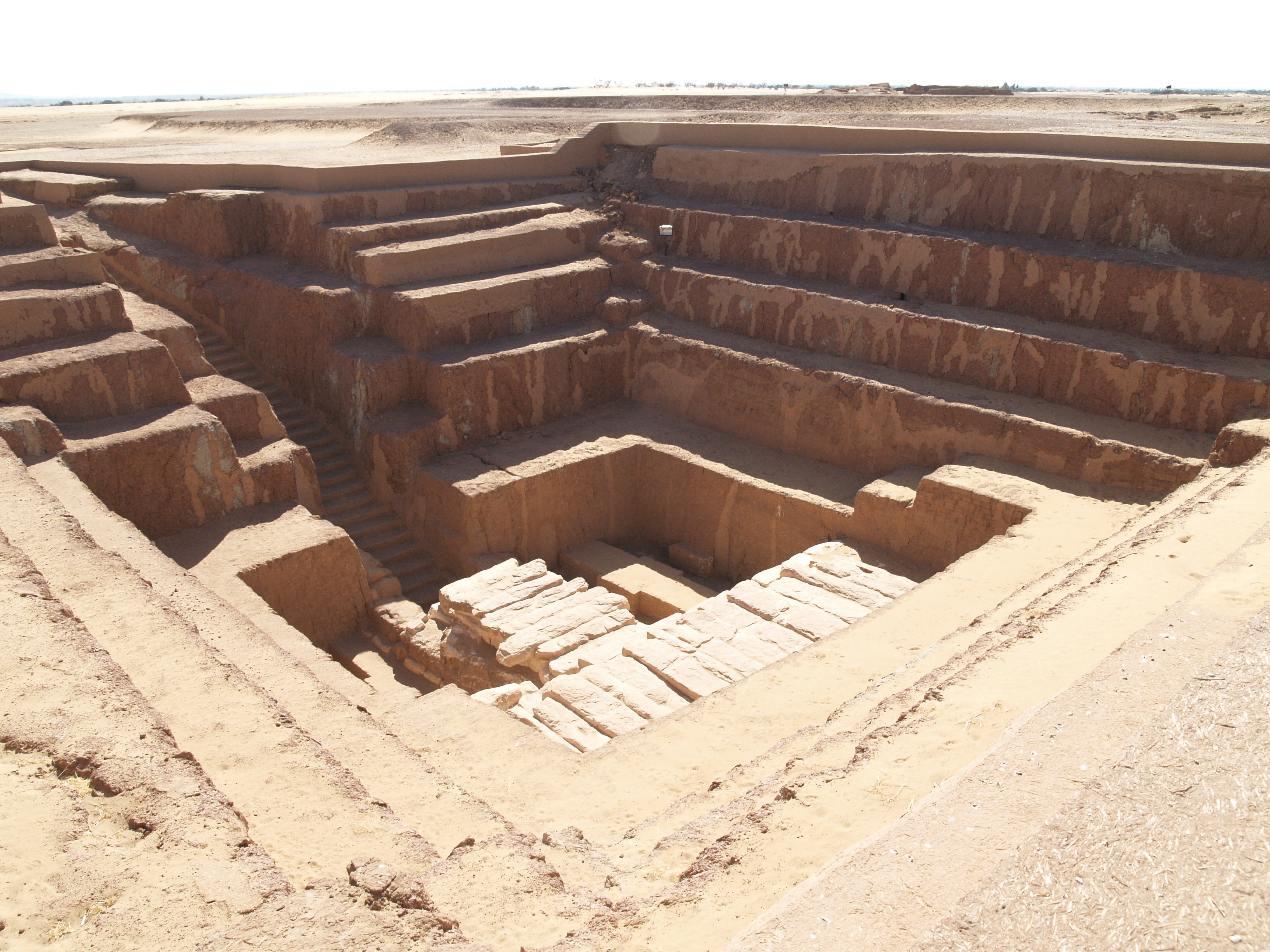
Freigelegtes Mastabagrab des Chentika bei Balat

Balat (arabisch بلاط, DMG Balāṭ ‚Ort‘) ist eine seit mindestens der zweiten Hälfte des 14. Jahrhunderts bestehende Ortschaft im östlichen Teil der Oase Dachla in Ägypten. Drei Kilometer nordöstlich befand sich bei Ain ’Asil (arabisch عين أصيل, DMG ʿAin Aṣīl) eine Siedlung aus dem Alten Reich. Der Nordteil der Siedlung war von einer Mauer umgeben und erstreckte sich auf einer Fläche von 110 × 230 m. Dort befanden sich der Palast des Gouverneurs (Oasenvorstehers) und weitere Verwaltungsgebäude. Im Süden befanden sich unter anderem bedeutende Hausreste und Töpfereien.
Zwei Kilometer westlich von Ain ’Asil befand sich die Totenstadt Qila’ el-Dabba (arabisch قلاع الضبة, DMG Qilāʿ aḍ-Ḍabba ‚Türriegelfestungen‘) mit fünf großen Ziegelmastabas der Oasenvorsteher aus der späten 6. Dynastie (Zeit Pepis I. und Pepis II.). Die Mastabas waren samt Hof mit einer großen Ziegelumfassung umgeben. Zwei Mastabas hatten eine nischengegliederte Fassade. Im Inneren befanden sich Mehrfachschreine und Grabräume mit Ziegeltonnen.
Zu den Besonderheiten in der Nekropole Qila’ el-Dabba gehört die Anbringung von Sargtexten am Sarg des Medu-Nefer (Mastaba 5), der somit eines der frühesten Zeugnisse für diese Textgattung ist. Die Mastaba des Chentika (Mastaba 3) enthält als einzige Wandmalereien in der Grabkammer.
Im Umfeld dieser Mastabagräber wurden in der 6. Dynastie und der Ersten Zwischenzeit weitere Gräber angelegt, genutzt wurde der Friedhof bis in die Zweite Zwischenzeit und nochmals in römischer Zeit. Die Gräber sind zum Teil einfache Schachtgräber. Andere Gräber wurden im Fels angelegt und oben mit einer Lehmziegelgewölbedecke abgeschlossen. Die größten Gräber besaßen sogar einen Hof mit einer kleinen Lehmziegelmastaba. Die Verstorbenen wurden in Holzsärgen oder Matten bestattet und erhielten Beigaben wie Kalzitgefäße, Kupferspiegel und Werkzeuge.